# L'Avvenire d'Italia
L'Avvenire d'Italia (L'Avvenire dalla fondazione al 1902) è stato un quotidiano nazionale d'ispirazione cattolica fondato a Bologna. Venne pubblicato dal 1896 al 1968; in quell'anno, per decisione della Conferenza episcopale italiana, esso si fuse con L'Italia per formare il nuovo quotidiano cattolico Avvenire.

## Storia

### Fondazione

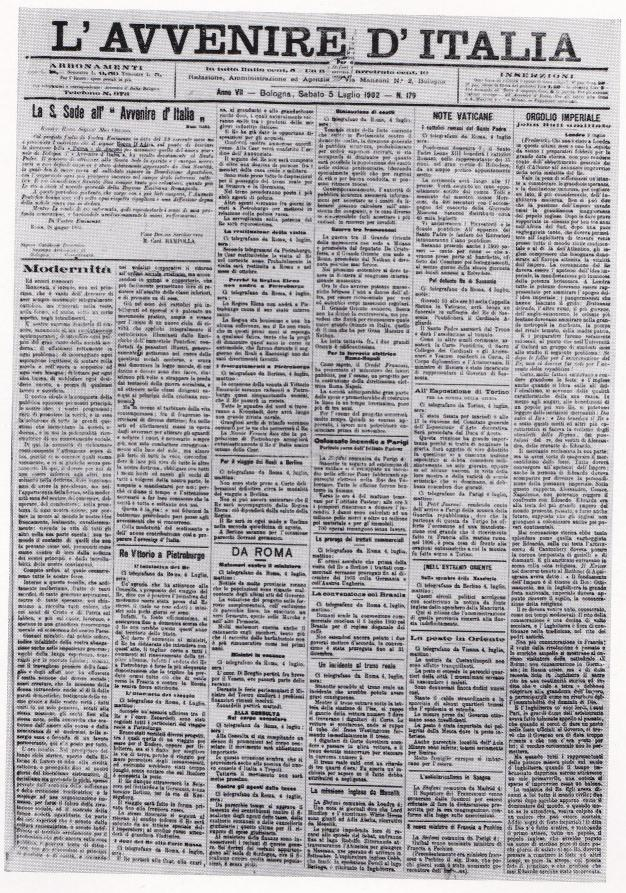
La prima pagina de «L'Avvenire d'Italia» del 5 luglio 1902.

Nel 1894 il bolognese Giovanni Acquaderni e il ferrarese Giovanni Grosoli, esponenti del movimento cattolico italiano, iniziarono a progettare la fondazione di un nuovo quotidiano cattolico a Bologna.

In quel periodo il laicato cattolico era riunito nell'Opera dei Congressi. Nell'associazione dominava l'ala intransigentista, rappresentata a Bologna da Marcello Venturoli. Venturoli controllava anche il foglio ufficiale dell'associazione in terra felsinea, «L'Unione». Il proposito di Acquaderni e Grosoli fu di fondare un giornale alternativo.  L'Opera dei Congressi alzò gli steccati contro la nuova iniziativa, ma i due fondatori trovarono il consenso dell'arcivescovo di Ferrara, cardinale Egidio Mauri. Il cardinale Mauri e il cardinale Sebastiano Galeati, arcivescovo di Ravenna, cui venne sottoposto il progetto per l'approvazione, lo giudicarono «molto prudente e completo», facendosi promotori dell'opera (novembre 1894). Forti del loro sostegno, Acquaderni e Grosoli riuscirono a coinvolgere il nuovo arcivescovo di Bologna, cardinale Domenico Svampa (in carica dal settembre 1894). A loro volta, i tre cardinali coinvolsero i vescovi delle diocesi di Romagna.
Il 6 agosto 1895 venne approvato il progetto di costituzione della società editrice del giornale. Il 6 febbraio 1896 ebbe luogo l'adunanza costitutiva della società. Grosoli fu eletto presidente del Consiglio d'amministrazione. Tra i membri del consiglio figurava anche il marchese Tommaso Crispolti (1830-1911), figura di spicco del movimento cattolico bolognese

Nel resto dell'anno i fondatori trattarono con «L'Unione» le condizioni della sua cessazione. Da marzo a novembre Grosoli e Acquaderni si incontrarono più volte con Venturoli. Di comune accordo, decisero che i redattori dell'Unione sarebbero passati al nuovo giornale.
I fondatori decisero inoltre di puntare, come primo direttore, su un giornalista non bolognese: la scelta cade su Filippo Crispolti, reatino, figlio di Tommaso. La direzione di Crispolti fu di prestigio, più nominale che effettiva, egli comunque mantenne costanti contatti con Giovanni Grosoli, presidente della società editrice. Il primo numero de «L'Avvenire» uscì a Bologna il 1º novembre 1896 (sottotitolo: «Giornale quotidiano delle Romagne e dell'Emilia»). Il nuovo giornale, che si presentò come voce dell'episcopato bolognese (era infatti stampato nella tipografia arcivescovile), ebbe l'esplicita benedizione di Papa Leone XIII.

### Dal 1902 al 1922
Nel 1902 «L'Avvenire» contava 4 000 copie di diffusione (essendo venduto solo nelle province romagnole ed emiliane) aveva una foliazione ridotta (quattro pagine) ed era privo di corrispondenze politiche. Il 5 luglio di quell'anno salì alla direzione Rocca d'Adria (pseudonimo di Cesare Algranati), che impresse una svolta alla linea editoriale. Nelle sue parole, «L'Avvenire» fu “sclericalizzato”, trasformandosi da giornale “ufficiale” in giornale “di penetrazione” (o “di tendenza” come si direbbe oggi). Rocca d'Adria cambiò la testata in «L'Avvenire d'Italia», adottò un formato uguale a quello degli altri quotidiani, fornì sei macchine linotype e una rotativa, ne estese la diffusione al di fuori della regione, istituì una redazione politica a Roma e dislocò corrispondenti nelle principali capitali estere. Assunse in redazione alcuni esponenti di primo piano del movimento dei “democratici cristiani” di don Romolo Murri. Della vecchia redazione solo tre colleghi si dimisero; gli altri lo seguirono.
Nel 1907 «L'Avvenire d'Italia» entrò a far parte della catena di giornali cattolici promossa da Giovanni Grosoli. Protetto dall'arcivescovo petroniano, cardinale Svampa, il quotidiano diede ampio spazio ai temi del rinnovamento organizzativo, sociale e culturale del mondo cattolico. Inoltre Rocca d'Adria intese promuovere l'ingresso dei cattolici nella politica attiva, sostenendo la formazione di un partito cattolico nazionale. Iniziò un periodo di crescita: «L'Avvenire d'Italia» giunse a toccare le 16 000 copie di tiratura, guadagnandosi una discreta risonanza a livello nazionale. In breve tempo divenne il quotidiano capofila del gruppo guidato da Grosoli, insieme al Corriere d'Italia di Roma.
L'azione di propaganda filo-murriana del quotidiano bolognese ebbe un tale impatto presso la stampa nazionale che il termine “democratico cristiano” divenne familiare al grande pubblico. Esso connotava tutta l'area che si opponeva agli ambienti “clericali”. Esperto in materia teologica e dottrinale del quotidiano bolognese era il sacerdote biellese Alessandro Cantono. Nella polemica, pressoché quotidiana, con gli altri fogli cattolici, i giornali avversari furono la Riscossa, L'Unità Cattolica, il Momento e talvolta anche L'Osservatore Romano. Alcuni vescovi iniziarono a rifiutare il giornale proibendone la lettura al clero diocesano. Altri lo segnalarono alla Segreteria di Stato della Santa Sede affinché prendesse provvedimenti.
Nel 1905 si costituì nei locali dell'«Avvenire d'Italia» il partito di don Murri, la Lega Democratica Nazionale, il primo partito d'ispirazione cattolica in Italia. Proprio in quell'anno Papa Pio X iniziò ad emanare direttive sempre più cogenti sui laici cattolici, tese a mantenere tutto il movimento cattolico sotto l'egida dell'Unione Popolare (una branca dell'Azione cattolica). Rocca d'Adria continuò la propria battaglia giornalistica fino al 1915: in quell'anno cedette la direzione a Paolo Cappa.
Finita la sua epoca, il quotidiano bolognese ebbe una decisa virata in senso anti-murriano. Nonostante la nuova linea moderata, rimase comunque il quotidiano cattolico più letto nella regione di appartenenza.

### Durante il fascismo

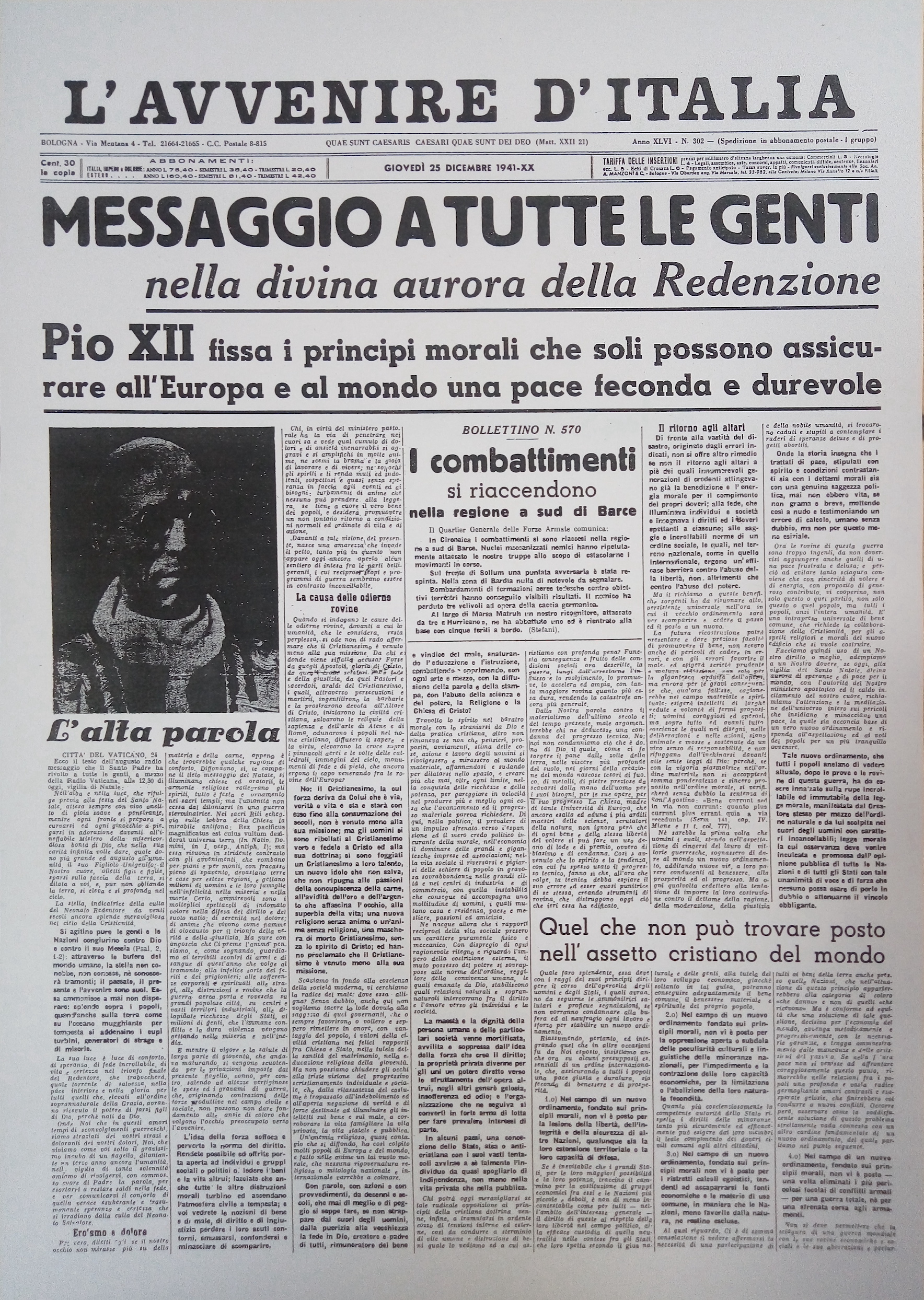
Prima pagina dell'Avvenire d'Italia nel giorno di Natale del 1941.

Il 12 agosto 1923 si riunirono nella sede del quotidiano i fuoriusciti dell'ala destra del Partito Popolare Italiano; venne fondato il Centro Nazionale Italiano, nel quale confluirono i cattolici favorevoli alla collaborazione con il fascismo. «L'Avvenire d'Italia» divenne espressione della linea politica della nuova formazione, guidata da Carlo Enrico Bolognesi.
Nel 1926 il giornale divenne di proprietà della Compagnia di San Paolo, che nel 1930 lo cedette a una società editrice neocostituta («Società Anonima "Avvenire d'Italia"»), compartecipata dalla Santa Sede e dalla Curia bolognese.
Dal dicembre 1927 il nuovo direttore Raimondo Manzini inaugurò una linea di effettiva depoliticizzazione, che permise a «L'Avvenire d'Italia» di sopravvivere senza scosse sotto il regime fascista.
Durante gli anni Trenta il quotidiano bolognese fu uno dei soli cinque quotidiani cattolici rimasti in vita e l'unico con una diffusione veramente nazionale, con circa 50 000 copie giornaliere (di cui oltre 32.000 su abbonamento). In quegli anni collaborò all'amministrazione del quotidiano e alla redazione di diversi articoli anche il beato Odoardo Focherini (1907-1944).
A seguito dell'armistizio, il giornale non venne pubblicato dal 9 settembre fino al 5 ottobre 1943, nonostante le pressioni delle SS che il 13 settembre offrirono inchiostro e carta per consentirne la stampa. La direzione del giornale tuttavia, con alcune scuse, riuscì ad opporsi al progetto; successivamente il giornale venne pubblicato con cadenza irregolare e su una sola pagina, sotto la direzione provvisoria di Gino Sanvido ed Egidio Cabianca.
Il 29 gennaio 1944 i bombardamenti alleati su Bologna distrussero la sede del giornale in via Mentana. Il 24 settembre 1944 «L'Avvenire» cessò volontariamente le pubblicazioni per non sottostare agli ordini delle forze tedesche di occupazione.

Ritornò in edicola un anno più tardi, il 4 settembre 1945.

### Gli anni del Concilio
Nel 1960 Raimondo Manzini fu chiamato alla guida dell'«Osservatore Romano». Dopo 33 anni terminò la sua direzione, una delle più longeve tra i quotidiani nazionali italiani. Nel 1961 (dopo un anno di interregno) arrivò alla direzione il giovane Raniero La Valle, proveniente dal «Popolo», quotidiano della Democrazia Cristiana. La Valle diede al giornale un'impronta progressista, con posizioni spesso critiche verso la Chiesa tradizionale, mentre sul piano internazionale impresse una linea pacifista, spesso in chiave antiatlantica ed antiamericana.
«L'Avvenire d'Italia» si caratterizzò per la copertura quotidiana dei lavori del Concilio Vaticano II (1962-65), assicurata da due inviati permanenti a Roma, uno dei quali era lo stesso La Valle. Il quotidiano divenne il portavoce e l'interprete dei fermenti innovatori presenti nell'assemblea, pubblicando servizi che ebbero eco anche nella stampa internazionale.

La Valle mantenne sempre una stretta consonanza di vedute con l'arcivescovo di Bologna, card. Giacomo Lercaro, tanto che «L'Avvenire» venne soprannominato l'«organo ufficioso» della Chiesa di Bologna. Il 9 marzo 1964 fu inaugurata la nuova sede del quotidiano, in via C. Boldrini.

### La chiusura
Nonostante il largo credito acquisito durante gli anni del Concilio, nel 1965 il quotidiano bolognese aveva accumulato un deficit di bilancio che si avvicinava al miliardo di lire. Né la situazione degli altri quotidiani cattolici si poteva definire rosea. Nel 1964, infatti, l'Azione Cattolica aveva chiuso, d'intesa con la Chiesa, il proprio organo ufficiale, «Il Quotidiano», con sede a Roma. «L'Avvenire» in un primo tempo ne beneficiò, allargando la propria diffusione al Lazio, ma l'effetto si esaurì presto.
La proprietà del quotidiano bolognese era divisa tra la Santa Sede, la Democrazia Cristiana ed alcune diocesi tosco-emiliane. Dal Vaticano giunse l'impulso alla Conferenza Episcopale Italiana (CEI) perché prendesse in mano la situazione. Nell'aprile 1966 la CEI nominò una speciale commissione che esaminò i conti; nel suo responso la commissione manifestò "vivissima preoccupazione" sulle sorti del giornale.
Si fece strada quindi la soluzione caldeggiata da Papa Paolo VI, cioè la fusione dell'Avvenire con l'altro principale quotidiano cattolico, L'Italia di Milano. Il cardinal Lercaro si oppose al progetto, ma un'ulteriore ispezione dei conti, conclusa nel febbraio 1967, dimostrò che alla fine dell'anno il deficit avrebbe superato il miliardo di lire, rendendo inevitabile la liquidazione del giornale. Il 31 marzo fu chiusa l'edizione del lunedì.
Si levò un'altra voce contraria alla fusione dei due quotidiani, quella del cardinale Giuseppe Siri, arcivescovo di Genova, opposizione inaspettata in quanto Siri era esponente della tendenza cosiddetta "conservatrice" del cattolicesimo italiano, considerata opposta a quella "progressista" prevalente a Bologna. Siri argomentò che la fusione rappresentava in realtà la chiusura di due quotidiani di ampia tradizione.
Il card. Lercaro tentò un'ultima difesa de L'Avvenire presentando dati diversi sulla situazione economica e prospettando una richiesta d'aiuto all'episcopato tedesco. Infine si rivolse direttamente al Pontefice. Nella sua missiva l'arcivescovo, «dopo una lunga pausa di riflessione e preghiera» esprimeva «il profondo dolore» per quanto stava accadendo al quotidiano della sua città. Quindi lanciava un accorato appello al Pontefice: «[preferirei] morire o almeno non essere io sulla cattedra bolognese, anziché, sedendovi, vedere ammainata una bandiera che i miei antecessori ed io avevamo sempre sostenuto.
Quando il progetto di fusione con «L'Italia» fu avviato, Raniero La Valle si dimise dalla direzione, subito seguito dal redattore capo Albino Longhi (1º agosto 1967).
Giampietro Dore, amministratore delegato de «L'Avvenire», fu l'ultimo direttore prima della chiusura del giornale, avvenuta il 2 dicembre del 1968, due giorni dopo il primo numero del nuovo Avvenire. L'atto giuridico di fusione tra «L'Avvenire» e «L'Italia» fu firmato dal cardinal Giovanni Urbani come Presidente della CEI.

## Direttori
- Filippo Crispolti (1º novembre 1896 - 1901)
- Tommaso Crispolti (1901)
- don Filiberto Mariani, prodirettore[11] (1901 - 4 luglio 1902)
- Cesare Algranati, alias Rocca d'Adria (5 luglio 1902 - gennaio 1915)
- Paolo Cappa (gennaio 1915 - 1923)
- Carlo Enrico Bolognesi (1923-1926)
- Giovanni Terrugia (1926 - 30 novembre 1927)
- Raimondo Manzini (1º dicembre 1927 - 1º aprile 1960)
- Raffaele Ottani (2 aprile 1960 - 1º febbraio 1961)
- Raniero La Valle (2 febbraio 1961 - 1º agosto 1967)
- Giampietro Dore (2 agosto 1967 - 1º dicembre 1968)

## Edizioni
Diffuso principalmente nel Bolognese, nel Ferrarese, in Romagna, nel Veneto e in Toscana, il giornale giunse a pubblicare fino a 17 edizioni provinciali.